# Ctenomys contrerasi navonae
El tuco-tuco de Navone (Ctenomys contrerasi navonae) es una de las 2 subespecies en que se divide la especie de roedor tenómido C. contrerasi, la cual es
denominada comúnmente tuco-tuco de Contreras. Habita en el sur del Cono Sur de Sudamérica.

## Taxonomía
Esta subespecie fue descrita originalmente en el año 2020 por los zoólogos Pablo Teta y Guillermo D’ Elía, en la misma publicación que se hacía lo propio con lo especie a la que pertenece.
Localidad tipo
La localidad tipo referida es: “Estancia Quichaura, cuadro 25 norte, en las coordenadas: -43.7017, -70.3493, a una altitud de 844 msnm, en el departamento Languiñeo, Chubut, Argentina”.
Holotipo
El ejemplar holotipo designado es el catalogado como: CNP 1043 —número original de campo del colector PNG 336—; se trata del cráneo, fluidos y tejidos de un espécimen macho adulto, que fue capturado el 14 de diciembre de 2005 por Guillermo D’Elía. Fue depositado en la Colección de Mastozoológica del Centro Nacional Patagónico (CNP), ubicado en la provincia del Chubut, Argentina.
Etimología
Etimológicamente, el término genérico Ctenomys se construye con palabras del idioma griego, en donde: kteis, ktenos significa ‘peine’ y mys es ‘ratón’, en relación con una serie de singulares pelos, rígidos, duros y cortos, que la especie tipo del género exhibe en la parte superior de la base de las uñas de las patas traseras.
El epíteto específico contrerasi es un epónimo genitivo singular, que refiere al apellido de la persona a quien fue dedicada, el mastozoólogo y ornitólogo argentino Julio Rafael Contreras, quien dedicó más de 45 años de su vida al estudio de la taxonomía, la sistemática y la biogeografía del Ctenomys, describiendo más de una docena de nuevas especies de este complejo género; además, fue uno de los autores del primer intento de abarcar su historia evolutiva completa, proponiendo una hipótesis general sobre su diversificación.
El epíteto subespecífico navonae es un epónimo genitivo singular, que refiere al apellido de la persona a quien fue dedicada, la colega y amiga de los autores: Graciela T. Navone, una parasitóloga argentina que se ha dedicado en especial al estudio de los endoparásitos de mamíferos pequeños.

## Caracterización y relaciones filogenéticas
Ctenomys contrerasi navonae fue reconocido como resultado de análisis filogenéticos de secuencias de ADN, evaluación de la morfología (cualitativa y cuantitativa) y datos cariológicos publicados previamente. Es otro de los taxones que se incluyen en el “grupo de especies Ctenomys magellanicus”.
C. contrerasi navonae es de tamaño mediano (C. contrerasi contrerasi es pequeño) y tiene el esperma asimétrico. Posee moderada diferenciación entre la coloración dorsal (amarronada-olivácea a rojiza-olivácea) y ventral (olivácea clara con gris en la base de los pelos). 
La sutura pre-maxilo-frontal se ubica bien detrás de la sutura naso-frontal (ligeramente detrás en C. contrerasi contrerasi); el interparietal está fusionado; los arcos cigomáticos son moderadamente robustos (delgados en C. contrerasi contrerasi); el foramen incisivo es moderadamente largo y angosto; la abertura inter-premaxilar es grande (pequeña en C. contrerasi contrerasi); las bullas auditivas son infladas y piriformes; los procesos para-occipitales tienen forma de gancho. Su fórmula cariotípica todavía es desconocida.

## Distribución geográfica, hábitat y estado de conservación
Esta subespecie de roedor es endémica de la provincia argentina de Chubut, en el centro-norte de la región patagónica de ese país. Su distribución se compone de 2 poblaciones, en la región centro-oeste de la provincia, al sur del río Chubut: Estancia Quichaura (departamento Languiñeo) y Pichiñan (departamento Paso de Indios).
Su geonemia es aparentemente disyunta respecto a la otra subespecie que compone la especie, C. c. contrerasi Teta, & D’ Elía, 2020, la que habita en 4 localidades cercanas a la costa atlántica, situadas en la franja que se extiende entre el istmo Carlos Ameghino por el norte y el río Chubut por el sur, estando ambos taxones subespecíficos separados por un hiato de unos 335 km en donde no se han detectado ejemplares del tuco-tuco C. contrerasi.